# Windermere
Windermere – największe jezioro w Anglii, leżące w południowo-wschodniej części Krainy Jezior w hrabstwie Kumbria.
- Długość: 17 km
- Szerokość: 1,6 km
- Powierzchnia 16 km²
- Głębokość maksymalna: 67 m

Jezioro wypełniają dwie niecki oddzielone grupą wysp leżących naprzeciwko miasta Bowness-on-Windermere na wschodnim brzegu i jest odwadniane przez rzekę Leven. Stanowi część Parku Narodowego Lake District i jest popularnym obszarem turystycznym z ośrodkami jachtowymi. Latem kursują po nim parostatki, których historię można zgłębić w Muzeum Statków Parowych (Steamboat Museum) w mieście Windermere.
Miejscowości nad Windermere:
- Windermere
- Bowness-on-Windermere
- Ambleside
- Newby Bridge